# Верховна таємна рада
Верховна таємна рада — вища дорадча державна установа Російської імперії в 1726—1730 рр. в складі 7-8 осіб. Створена імператрицею Катериною I як дорадчий орган, вирішував найважливіші державні питання. Ключові позиції в ньому спочатку мав О. Д. Меншиков, після його падіння (1727) — князі Долгорукови і Голіцини.

## Історія
Вступ на престол Катерини I після смерті Петра I викликало необхідність такої установи, яка могла б роз'яснювати імператриці стан справ в державі і навколо і керувати напрямком діяльності уряду, до чого Катерина не була схильна.
В лютому 1726 членами Верховної таємної ради були:
- генерал-фельдмаршал ясновельможний князь Олександр Данилович Меншиков,
- генерал-адмірал граф Федір Матвійович Апраксін,
- державний канцлер граф Гаврило Іванович Головкін,
- граф Петро Андрійович Толстой,
- князь Дмитро Михайлович Голіцин
- барон Андрій Іванович Остерман.
- через місяць в число членів Верховного Таємної Ради було включено зять імператриці, герцог Карл Фрідріх Гольштинський, на дбання і старанність якого, як офіційно було заявлено імператрицею, «ми цілком покластися можемо».